# Villeroy (Somme)
Villeroy (picardisch: Viéroé) ist eine nordfranzösische Gemeinde mit 175 Einwohnern (Stand 1. Januar 2022) im Département Somme in der Region Hauts-de-France. Die Gemeinde liegt im Arrondissement Amiens (seit 2009) und ist Teil der Communauté de communes Somme Sud-Ouest und des Kantons Poix-de-Picardie.

## Geographie
Die einst von der Eisenbahn bediente Gemeinde liegt in der Landschaft Vimeu rund drei Kilometer westsüdwestlich von Oisemont, westlich der sie im Osten begrenzenden Départementsstraße D25 von Oisemont nach Senarpont.

## Toponymie und Geschichte
Der Ort, der den Templern gehörte, die ihn mit einer Mauer umgaben, wird 1129 als Villa Regia genannt. Die Herrschaft huldigte nach Bailleuil und kam später an die Herren von Rambures.

## Einwohner
| 1962 | 1968 | 1975 | 1982 | 1990 | 1999 | 2006 | 2011 |
| ---- | ---- | ---- | ---- | ---- | ---- | ---- | ---- |
| 247  | 242  | 218  | 205  | 210  | 216  | 218  | 214  |

## Sehenswürdigkeiten
- im 19. Jahrhundert wiederaufgebaute Kirche Saint-Sauveur, ursprünglich aus dem 16. Jahrhundert
- Kriegerdenkmal
- klassizistisches ehemaliges Rathaus- und Schulgebäude